# Gennaro Sardo
Gennaro Sardo (* 8. Mai 1979 in Pozzuoli, Italien) ist ein ehemaliger italienischer Fußballspieler und heutiger Sportdirektor.

## Karriere
Sardo startete seine Profikarriere im Jahr 1997 für die USD Palmese, bei der er aus der eigenen Jugend kam. 1998 wurde er an die SSC Giugliano ausgeliehen. 1999 ging er zur AC Sant’Anastasia, 2001 zum AC Nuovo Terzigno, wo er ein Jahr spielte. In den folgenden sieben Jahren wechselte er den Verein viermal, bei Catania Calcio wurde er 2009 an Chievo Verona verliehen, ein Jahr später verpflichtete ihn Chievo als festen Spieler. Hier spielte er sieben Jahre lang, mal als Stammspieler, mal als Ergänzungsspieler. 2017 beendete er seine Karriere schließlich und wurde Sportdirektor der Finanzen bei Chievo Verona.